# Laguna Las Barrancas
La laguna Las Barrancas es un cuerpo de agua perteneciente a la cuenca del río Salado, en la provincia de Buenos Aires, Argentina. Es la sexta y última laguna del sistema de las Encadenadas, ocupando un cauce fluvial preexistente. Recibe los aportes de la laguna  laguna La Tablilla a través de un pequeño arroyo; y desagua sobre el río Salado a través de otro arroyo de corto recorrido. En época de crecientes se encuentra unida al citado río.
La mayor parte de su superficie, está cubierta por vegetación acuática arraigada o flotante.
- Datos: Q5969096